# Bitva za Moskvu
Bitva za Moskvu (russisk: Битва за Москву) er en spillefilm fra 1985 af Jurij Ozerov.

## Medvirkende
- Jakov Tripolskij som Joseph Stalin
- Anatolij Nikitin som Mikhail Kalinin
- Nikolaj Zasukhin som Vjatjeslav Molotov
- Vjatjeslav Jezepov som Aleksandr Sjjerbakov
- Vladimir Trosjin som Kliment Vorosjilov